# Livia marginata
Livia marginata är en insektsart som beskrevs av Patch 1912. Livia marginata ingår i släktet Livia och familjen rundbladloppor. Inga underarter finns listade i Catalogue of Life.